# Солка (Нямц)
Солка (рум. Solca) — село у повіті Нямц в Румунії. Входить до складу комуни Онічень.
Село розташоване на відстані 271 км на північ від Бухареста, 62 км на схід від П'ятра-Нямца, 55 км на південний захід від Ясс.

## Населення
За даними перепису населення 2002 року у селі проживали 732 особи, усі — румуни. Усі жителі села рідною мовою назвали румунську.